# VShojo
VShojo (officiellement VShojo, Inc.) est une agence de talents américaine qui se concentre sur la promotion de Youtubeur virtuel (VTuber). Basé à San Francisco, en Californie, VShojo est un réseau multichaîne se présentant comme une agence « talent first », orientée vers la fourniture de ressources à ses talents (telles que le merchandising et des opportunités publicitaires). Fin 2024 l'agence comptait environ une quinzaine de membres actifs, anglophones et japonophones.
Le 21 juillet 2025, Ironmouse, membre fondatrice, a annoncé son départ de VShojo et a accusé l'entreprise d'avoir retenu les revenus de ses streams, dont plus de 500 000 $ destinés à être reversés à une œuvre caritative. D'autres problématiques liées à des impayés ont alors rapidement fait surface. Dans les deux jours suivants, presque tous les membres de VShojo ont démissionné. À la suite de ces événements, le PDG Justin Ignacio a annoncé officiellement la fin de VShojo le 24 juillet 2025.

## Historique

### 2020
Justin « TheGunrun » Ignacio (PDG), membre de l'équipe qui a fondé Twitch, Phillip « MowtenDoo » Fortunat (Directeur de la technologie), créateur de contenu sur YouTube, et Daniel « Apek » Sanders (Directeur de l'exploitation), un ancien avocat spécialisé dans les médias numériques, ont cofondé VShojo pour « promouvoir et responsabiliser les VTubers anglophones ». L'agence a fait ses débuts le 24 novembre 2020, en étant l'une des premières sociétés de VTuber basées aux États-Unis et dans le monde occidental en général. Ses premiers talents comprenaient les créateurs de contenu Nyatasha Nyanners, Projekt Melody, Silvervale, Hajime, Apricot (Froot), Zentreya et Ironmouse, tous actifs sur Twitch, YouTube et Twitter,.

### 2021
En octobre 2021, Ironmouse et Veibae, deux de leurs talents, ont été classées, pour la première fois, parmi les 10 meilleures streameuses, en fonction du nombre d'heure regardées, sur Twitch. Ironmouse a été la VTubeuse la plus regardée en octobre 2021 avec un peu moins d'un million d'heures regardées. Elle était alors la sixième femme la plus regardée sur la plateforme. Veibae s'approchait elle aussi du million d'heures,.

### 2022
Le 15 février 2022, Ironmouse atteint un million de followers et 75 000 abonnés sur Twitch, faisant d'elle la streameuse ayant le plus d'abonnée sur cette plateformes,. Le 20 février 2022, le nombre d'abonnés Twitch d'Ironmouse dépasse les 93 000, ce qui fait d'elle, à ce moment-là, la streameuse avec les abonnements Twitch les plus actifs.
En mars 2022, VShojo a réuni 11 millions de dollars lors d'une levée de fond menée par Anthos Capital. Avec ce nouveau financement, VShojo a pour objectif d'élargir son champ d'action et d'amener ses talents Vtuber dans les conventions d'anime et de jeux vidéos, tout en travaillant avec eux sur la création de contenu. L'agence souhaite également construire son IRL Backpack, qui a été développé par le fondateur Justin « theGunrun » Ignacio pour permettre le streaming en déplacement. Enfin, VShojo annonce se lancer dans la promotion des soins en santé mentale grâce à un partenariat avec l'association à but non lucratif Rise Above the Disorder,.
En juillet 2022, à l'Anime Expo, la société a annoncé une nouvelle division japonaise (VShojo Japan). Les membres inauguraux incluent la streameuse Kson déjà bien connue et Amemiya Nazuna, une nouvelle venue. Leurs débuts sont annoncés pour le 16 juillet,.

### 2023
Le 26 avril 2023, VShojo a annoncé via Twitter que les talents Silvervale et Veibae ne renouvelleraient pas leurs contrats, suivis par Nyanners le 30 avril. Dans les deux cas, les streamers ont conservé les droits sur les personnages et les autres ressources qu'ils avaient développés en travaillant avec VShojo. Une nouvelle VTubeuse travaillant pour la division japonaise, Henya the Genius, a fait ses débuts le 13 mai 2023. GEEGA, une VTubeuse préexistante, a rejoint l'agence le 2 septembre. Le premier VTuber masculin de VShojo, Kuro Kurenai, a fait ses débuts le 30 septembre. Une autre nouvelle VTubeuse, Matara Kan, a fait ses débuts un peu plus de deux semaines plus tard, le 15 octobre. Le 29 décembre, VShojo a annoncé qu'il avait été mutuellement convenu de mettre fin au contrat de Amemiya Nazuna, à compter du 31 décembre, Nazuna conservant les droits sur son personnage.

### 2024
Le 17 avril 2024, une nouvelle VTubeuse, Michi Mochievee, a été annoncé pour un début le 20 avril.
Le 14 novembre 2024, VShojo a révélé son nouveau groupe de VTubers, VShojo NOVA, avec quatre membres : Akatsuki Hotaru, Hestia Happiness, Okamoto Nagi et Yutori Peke,. Les quatre membres ont été teasés dans une série de quatre tweets, postés à la fois sur le Twitter principal de VShojo et sur le Twitter de VShojo Japan, pendant quatre jours avant la révélation du groupe. Les dates de début des membres du groupe n'ont pas été annoncées avant le lendemain, avec Akatsuki Hotaru et Hestia Happiness débutant le 22 novembre, et Okamoto Nagi et Yutori Peke débutant le 23 novembre.

### 2025
Le 26 janvier 2025, la chanteuse, comédienne de doublage et youtubeuse AmaLee (connue aussi sous le nom de Monarch) a rejoint VShojo.
Le 28 avril 2025, VShojo a annoncé sa séparation officielle avec la VTubeuse Matara Kan, effective à compter du 5 mai. Selon Matara, VShojo avait pris la décision de se séparer d'elle depuis le 6 mars.
Le 14 mai, Phillip « MowtenDoo » Fortunat, cocréateur de VShojo, annonce sa décision de quitter l'entreprise et donc son poste de directeur marketing (Chief Marketing Officer) après 5 ans dans l'agence.
Le 25 juin 2025, GEEGA a annoncé qu'elle mettait fin à son contrat avec VShojo, à compter du 27 juin. Le 27 juin également, la membre fondatrice Zentreya a elle aussi annoncé son départ, à compter du 11 juillet.
Le 21 juillet 2025, Ironmouse a annoncé qu'elle mettait fin à son contrat avec VShojo, accusant l'agence d'avoir retenu les revenus de Twitch, en ne la payant pas, mais surtout en n'ayant pas versé en son nom près de 500 000 $ à l'Immune Deficiency Foundation,. À la suite de cette annonce, les membres Kuro Kurenai, Apricot, Henya the Genius, Hime Hajime, AmaLee, Michi Mochievee et le groupe NOVA ont publiquement apporté leur soutien à Ironmouse (via des post sur X, mais aussi en retirant la mention "VShojo" de leur médias sociaux), tout comme les anciens membres Matara Kan, Zentreya et GEEGA,. Kson a également annoncé qu'elle diffuserait un stream remettant directement en question les actions de l'entreprise et demandant des explications.
Le 22 juillet, de nouvelles annonces de départs de membres de la compagnie ont rapidement suivies les manifestations de soutient à Ironmouse. Le 23 juillet, tous les VTuber associés à VShojo au moment des faits, ont annoncé quitter la compagnie pour devenir indépendants ou préparer des déclarations en ce sens,.
Le 24 juillet, le PDG Justin Ignacio annonce officiellement la fin de VShojo via un post sur X,,.

## Récompenses et nominations
Note : Ici sont notifiés les récompenses et nominations de l'agence elle-même, des événements qu'elle a organisés ou de ses talents.
| Année | Cérénomie           | Catégorie                             | Candidats            | Résultat   | Ref    |
| ----- | ------------------- | ------------------------------------- | -------------------- | ---------- | ------ |
| 2023  | Les Streamer Awards | Organisation avec le meilleur contenu | Vshojo               | Nomination | [ 37 ] |
| 2023  | Les Vtubers Awards  | Meilleur VTuber FPS                   | Apricot (Froot)      | Nomination | ,      |
| 2023  | Les Vtubers Awards  | Meilleur VTuber Minecraft             | Henya the genius     | Nomination | ,      |
| 2023  | Les Vtubers Awards  | Meilleur Vtuber technique             | Projekt Melody       | Nomination | ,      |
| 2023  | Les Vtubers Awards  | Vtuber le plus drôle                  | Zentreya             | Nomination | ,      |
| 2023  | Les Vtubers Awards  | Meilleur ligue à part                 | Zentreya             | Nomination | ,      |
| 2023  | Les Vtubers Awards  | Meilleure Organisation VTuber         | VShojo               | Nomination | ,      |
| 2023  | Les Vtubers Awards  | Star montante                         | Henya the genius     | Lauréat    | ,      |
| 2023  | Les Vtubers Awards  | Miss VTuber                           | Ironmouse            | Lauréat    | ,      |
| 2023  | Les Vtubers Awards  | Meilleur concert                      | Candy Pop Explosion  | Nomination | ,      |
| 2023  | Les Vtubers Awards  | Meilleur événement streamé            | Ironmouse Subathon   | Lauréat    | ,      |
| 2023  | Les Vtubers Awards  | Lewdtuber de l'année                  | Projekt Melody       | Lauréat    | ,      |
| 2023  | Les Vtubers Awards  | Vtuber de l'année                     | Ironmouse            | Lauréat    | ,      |
| 2024  | Les Streamer Awards | Organisation avec le meilleur contenu | Vshojo               | Nomination | [ 37 ] |
| 2024  | Les Vtubers Awards  | Meilleur VTuber Just Chatting / Zatsu | Michi Mochievee      | Nomination | [ 40 ] |
| 2024  | Les Vtubers Awards  | Meilleur VTuber Art                   | Apricot (Froot)      | Nomination | [ 40 ] |
| 2024  | Les Vtubers Awards  | Meilleur VTuber FPS                   | Apricot (Froot)      | Nomination | [ 40 ] |
| 2024  | Les Vtubers Awards  | Meilleur ligue à part                 | Ironmouse            | Lauréat    | [ 40 ] |
| 2024  | Les Vtubers Awards  | Meilleure Organisation VTuber         | Vshojo               | Nomination | [ 40 ] |
| 2024  | Les Vtubers Awards  | Meilleur évènement streamé            | Ironmouse Subathon 3 | Nomination | [ 40 ] |
| 2024  | Les Vtubers Awards  | Meilleur joueur de l'année            | Zentreya             | Lauréat    | [ 40 ] |
| 2024  | Les Vtubers Awards  | Lewdtuber de l'année                  | Projekt Melody       | Lauréat    | [ 40 ] |
| 2024  | Les Vtubers Awards  | Vtuber de l'année                     | Ironmouse            | Nomination | [ 40 ] |